# Opération Capri
Seconde Guerre mondiale
Batailles
- Course pour Tunis
- Ligne Mareth
- Sidi Bouzid
- Kasserine
- Sejnane
- Ochsenkopf
- Capri
- Ksar Ghilane
- Pugilist
- El Guettar
- Wadi Akarit
- Longstop Hill
- Hill 609
- Vulcan
- Flax
- Retribution
- Strike

L’opération Capri est le nom de code donné à la contre-attaque allemande survenue à Médenine (Tunisie) durant la campagne de Tunisie.
Elle a pour but de perturber et retarder l'attaque de la VIIIe armée britannique sur le front de la ligne Mareth. L'attaque allemande commence le 6 mars 1943 mais échoue et est abandonnée le soir même. Pendant les deux jours qui suivent, l'armée allemande se retire vers le nord.

## Cadre de l'opération
Après la défaite des troupes de l'Axe à la bataille d'El Alamein, le commandant allemand, Erwin Rommel, effectue un retrait de l'Égypte en direction de l'est de la Libye. Ceci évite la destruction de ses forces.
Le Groupe d'armées Afrique est formé, avec Rommel à son commandement, incluant la Ve Panzer Armee du général Hans-Jürgen von Arnim et la Ire armée italienne du général Giovanni Messe.